# 巴雷德利乌尔
巴雷德利乌尔（法語：Barret-de-Lioure，法語發音：[baʁɛ də ljuʁ]）是法国德龙省的一个市镇，属于尼永斯区。

## 地理
巴雷德利乌尔（44°11'10"N, 5°29'37"E）面积34.64 平方千米，位于法国奥弗涅-罗讷-阿尔卑斯大区德龙省，该省份为法国东南部内陆省份，北起顺时针与伊泽尔省、上阿尔卑斯省、上普罗旺斯阿尔卑斯省、沃克吕兹省和阿尔代什省接壤。
与巴雷德利乌尔接壤的市镇（或旧市镇、城区）包括：莱索梅尔格、费拉西耶尔、梅武永、蒙布兰莱班、塞德龙、勒沙托自由城。

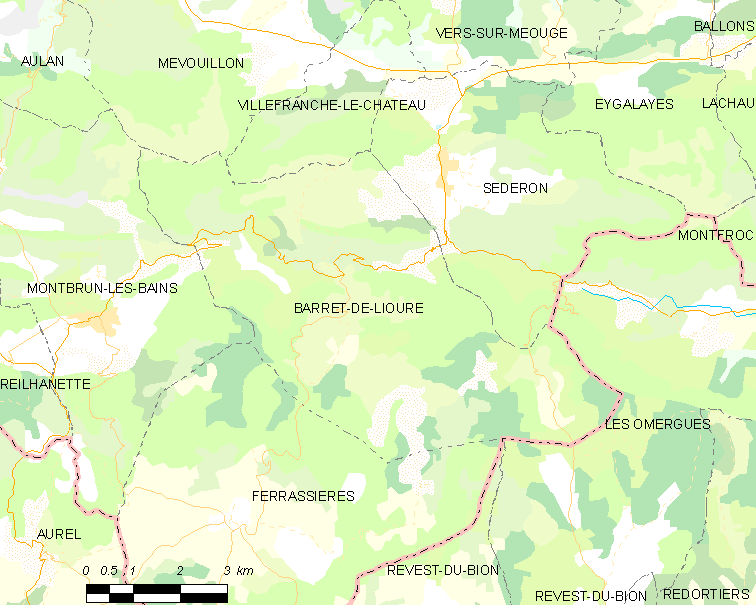
巴雷德利乌尔的OSM定位图

巴雷德利乌尔的时区为UTC+01:00、UTC+02:00（夏令时）。

## 行政
巴雷德利乌尔的邮政编码为26570，INSEE市镇编码为26026。

## 政治
巴雷德利乌尔所属的省级选区为尼永斯-巴罗尼县。

## 人口

1962-2008年间巴雷德利乌尔人口变化图示

巴雷德利乌尔于2022年1月1日时的人口数量为67人。